# 5011-es busz
Az 5011-es jelzésű autóbuszvonal helyközi autóbuszjárat Szeged és Csongrád között, melyet a Volánbusz Zrt. lát el.

## Közlekedése
A járat Szegedet és Csongrádot köti össze. Menetideje 55-85 perc útvonaltól függően. A járat a 47-es főúton és 45-ös főúton közlekedve éri el Szentest. Szentes és Csongrád között 451-es főúton közlekedik. Munkanapokon Szeged és Szentes között kettő járatpár szállítja az utasokat, továbbá egy járat munkanapokon Csongrád és Szeged között közlekedik.

## Megállóhelyei
| 0  | Szeged, autóbusz-állomás végállomás   | 22 | 5, 6, 9, 19 7F, 21, 60, 60Y, 64, 67, 67Y, 70, 71, 71A, 72, 72A, 73, 73Y, 74, 74Y, 75, 76, 76Y, 77, 77A, 77Y, 78, 78A, 79H 600, 1374, 1375, 1441, 1486, 1503, 1504, 1506, 1507, 1510, 1512, 1513, 1515, 1516, 1517, 1518, 1652 4990, 5000, 5001, 5002, 5003, 5004, 5005, 5007, 5010, 5012, 5013, 5015, 5016, 5017, 5018, 5019, 5020, 5021, 5022, 5023, 5024, 5025, 5030, 5031, 5032, 5033, 5034, 5035, 5040, 5041, 5042, 5043, 5044, 5045, 5046, 5047, 5049, 5050, 5054, 5055, 5056, 5058, 5059, 5060, 5061, 5062, 5063, 5064, 5066, 5070, 5071, 5075, 5076, 5109, 5112, 5160, 5187, 5188, 5189, 5190, 5284, 5328, 5329, 5362, 5369 |
| 1  | Szeged, Brüsszeli körút               | 21 | 10 3, 3F, 4 20, 24, 73, 73Y, 74, 74Y, 77, 77A, 77Y 1374, 1375, 1441, 1486, 1515, 1516 5003, 5004, 5005, 5007, 5010, 5012, 5013, 5017, 5018, 5019, 5021, 5160, 5187, 5188 |
| 2  | Szeged, Budapesti körút               | 20 | 3, 3F, 4 77, 77A, 77Y, 84, 90, 90F, 90H 1374, 1375, 1441, 1486, 1515, 1516 4990, 5003, 5004, 5005, 5007, 5010, 5012, 5013, 5017, 5018, 5019, 5021, 5160, 5187, 5188 |
| 3  | Algyő, MOL RT. központi bejáró        | 19 | 5003, 5004, 5005, 5007, 5010, 5160 |
| 4  | Algyő, vasútállomás bejárati út       | 18 | 1374, 1375, 1441, 1486, 1515, 1516 4990, 5003, 5004, 5005, 5007, 5010, 5160 Szeged–Hódmezővásárhely tram-train |
| 5  | Szentes, Berekhát                     | 17 | 1092 5004, 5007, 5010, 5105, 5128, 5129, 5130, 5132, 5143, 5150 |
| 6  | Szentes, Béke utca                    | 16 | 5004, 5010, 5105, 5128, 5129, 5130, 5132, 5143, 5150 |
| 7  | Szentes, József Attila utca           | 15 | 5004, 5010, 5105, 5128, 5129, 5130, 5132, 5143, 5150 |
| 8  | Szentes, autóbusz-állomás végállomás  | 14 | 1, 3, 3A 1090, 1092, 1094, 1375, 1499, 1515, 1516, 1518, 1577 5004, 5007, 5010, 5105, 5109, 5110, 5120, 5121, 5122, 5123, 5125, 5126, 5127, 5128, 5129, 5130, 5132, 5140, 5143, 5150, 5255 |
| 9  | Szentes, Kiss Zsigmond utca           | ∫  | 1090, 1092, 1094, 1499, 1518 5004, 5010, 5105, 5109, 5110, 5123, 5140, 5255 |
| 10 | Szentes, Zsolnay utca                 | ∫  | 1, 3 5004, 5010, 5105, 5110, 5130, 5140, 5255 |
| 11 | Szentes, ABC                          | ∫  | 1, 3 5010 |
| 12 | Szentes, Rákóczi út (Szalai utca)     | ∫  | 5010, 5121 |
| 13 | Szentes, Rákóczi úti gyógyszertár     | ∫  | 5010, 5121 |
| 14 | Szentes, Rákóczi utca                 | ∫  | 5004, 5010, 5105, 5110, 5121, 5140, 5255 |
| 15 | Szentes, Totózó                       | ∫  | 3, 3A 1515 5004, 5010, 5105, 5110, 5120, 5121, 5122, 5125, 5126, 5127, 5140, 5150, 5255 |
| 16 | Szentes, autóbusz-állomás végállomás  | ∫  | 1, 3, 3A 1090, 1092, 1094, 1375, 1499, 1515, 1516, 1518, 1577 5004, 5007, 5010, 5105, 5109, 5110, 5120, 5121, 5122, 5123, 5125, 5126, 5127, 5128, 5129, 5130, 5132, 5140, 5143, 5150, 5255 |
|    | Szentes, Totózó                       | 13 | 3, 3A 1515 5004, 5010, 5105, 5110, 5120, 5121, 5122, 5125, 5126, 5127, 5140, 5150, 5255 |
|    | Szentes, Rákóczi utca                 | 12 | 5004, 5010, 5105, 5110, 5121, 5140, 5255 |
|    | Szentes, Arany János utca             | 11 | 1, 3 5004, 5010, 5105, 5110, 5140, 5255 |
|    | Szentes, Fürdő                        | 10 | 1, 3 5004, 5010, 5105, 5110, 5140, 5255 |
|    | Szentes, kórház                       | 9  | 1518 5004, 5010, 5105, 5109, 5110, 5140, 5255 |
|    | Szentes, Zsolnay utca                 | 8  | 1, 3 5004, 5010, 5105, 5110, 5130, 5140, 5255 |
|    | Szentes, Kiss Zsigmond utca           | 7  | 1090, 1092, 1094, 1499, 1518 5004, 5010, 5105, 5109, 5110, 5123, 5140, 5255 |
|    | Szentes, Tesco áruház                 | 6  | 5004, 5010, 5105, 5110, 5140, 5255 |
|    | Szentesi Tisza-strand                 | 5  | 5004, 5010, 5105, 5110, 5140, 5255 |
|    | Szentesi Tisza-hídfő                  | 4  | 5004, 5010, 5105, 5110, 5140, 5255 |
|    | Csongrádi Tisza-hídfő                 | 3  | 5004, 5010, 5105, 5110, 5140, 5255 |
|    | Csongrád, Gyevi út                    | 2  | 5004, 5010, 5105, 5110, 5140, 5255 |
|    | Csongrád, HÓDIKÖT                     | 1  | 5004, 5010, 5105, 5110, 5140, 5255 |
|    | Csongrád, autóbusz-állomás végállomás | 0  | 1, 1A, 3 1090, 1092, 1094, 1499, 1517, 1518, 1577 5001, 5004, 5010, 5100, 5105, 5107, 5109, 5110, 5111, 5112, 5123, 5140, 5255 |